# علي صدقي عبد القادر
علي صدقي عبد القادر (6 نوفمبر 1924 - 1 سبتمبر 2008). هو كاتب ومؤلف وأديب ليبي من طرابلس يلقب بـ(شاعر الشباب). تحصل على دبلوم مُعلمين، ليسانس قانون، ليسانس مُحاماة. يكتب في مجالات الشعر، الأدب، القانون. وهو عضو رابطة الأُدباء والكتاب بليبيا.

## الوفاة
توفي في 1 سبتمبر 2008، في مستشفى علي عمر عسكر في مدينة طرابلس قبل أيام قليلة من نقله إلى إيطاليا لتلقي العلاج.

## المُؤلفات
- أحلام وثورة، دار النشر المصرية 1957
- صرخة، مؤسسسة المعارف 1965
- زغاريد ومطر بالفجر، اللجنة العُليا للفنون والآداب 1966
- الكلمة لها عينان، طرابلس 1970
- ضفائر أُمي، دار مكتبة الحياة 1979
- اشتهاء مع وقف التنفيذ. دار الحياة
- المجموعة الشِعرية الكاملة، الدار الجماهيرية 1985
- دماء تحت النخيل، مسرحية شعرية
- حفنة من قوس قُزح ،كتابات أدبية